# Craugastor crassidigitus
Craugastor crassidigitus es una especie de anuros en la familia Craugastoridae.

## Distribución geográfica y hábitat
Es endémica de Costa Rica, Panamá y noroeste del Chocó (Colombia).